# Sleep Train Arena
El Sleep Train Arena (anteriormente llamado ARCO Arena y después Power Balance Pavilion) fue un estadio localizado en Sacramento, California. Después de jugar en el llamado Original ARCO Arena, esta versión fue completada en 1988, con un costo de 40 millones de dólares.
Fue el estadio donde Sacramento Kings de la NBA disputaban sus partidos de baloncesto como locales hasta mudarse al Golden 1 Center en el 2016. La capacidad del estadio es de 17 317 para el baloncesto con 30 suites de lujo y 412 asientos de club.

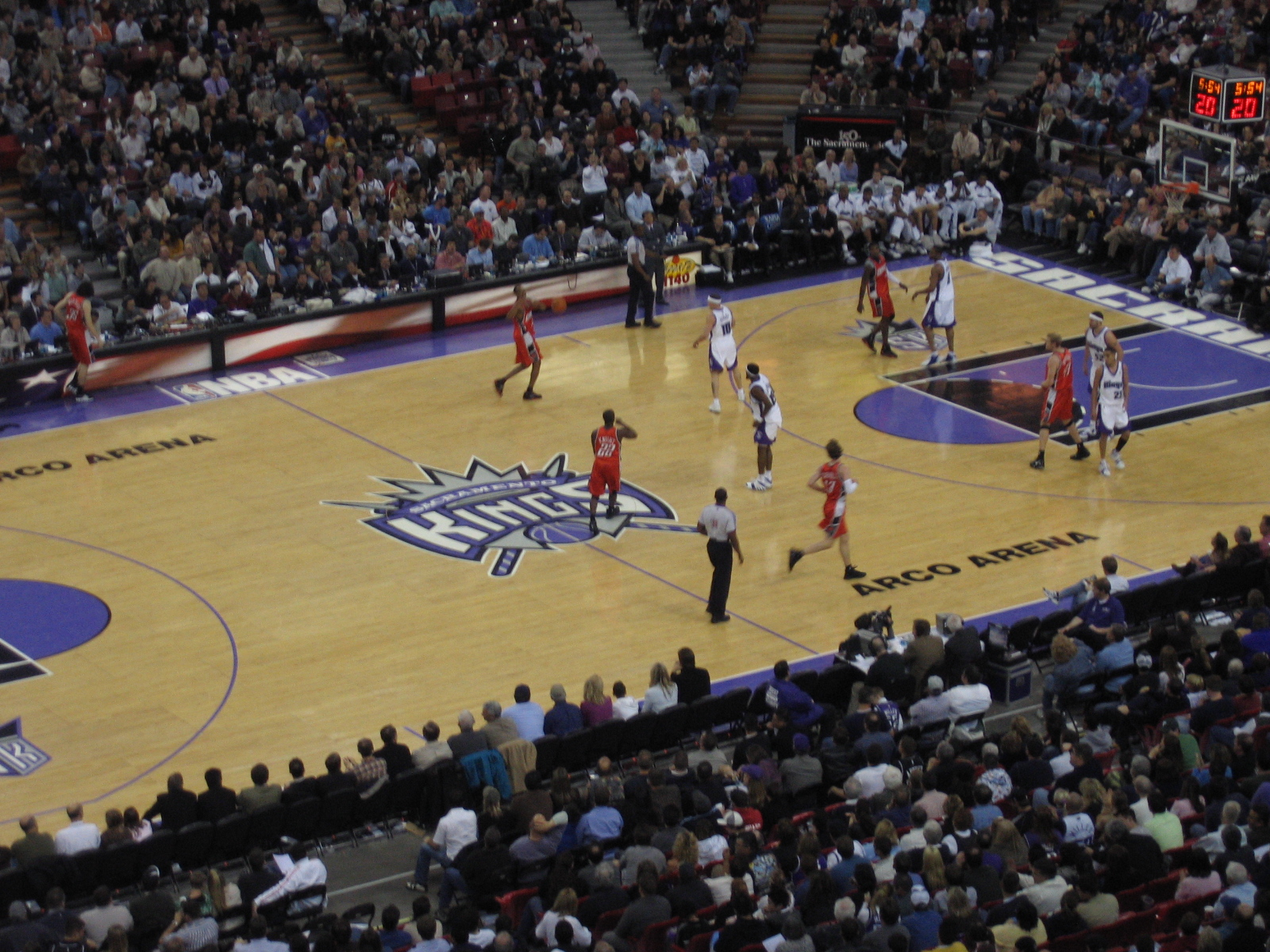
Sacramento Kings jugando un partido ante Charlotte Bobcats.

El estadio es conocido por su carácter ruidoso lo que hace que sea una cancha muy difícil para los equipos visitantes. El ARCO Arena ha albergado en cuatro ocasiones el torneo de la NCAA en primera y segundas rondas (1994, 1998, 2002 y 2007). En 1993 y 1994, se jugaron en el estadio partidos de exhibición y encuentros neutrales de la NHL. También albergó el Ultimate Fighting Championship's UFC 65 el 18 de noviembre de 2006 y suele hacerlo también con eventos de World Wrestling Entertainment. 
Existía otro estadio deportivo de mismo nombre, conocido como el Original ARCO Arena (1985-1988), donde los Kings jugaron sus partidos de local durante tres temporadas (1985 a 1988) tras el movimiento de la ciudad de Kansas City a Sacramento. Tenía una capacidad de 10.333 espectadores.
El estadio está construido al norte de las afueras de la ciudad, siendo realizado por 40 millones de dólares, el coste más bajo de cualquier estadio de la NBA. Es el tercer complejo más pequeño de la liga; solo el KeyArena de Seattle SuperSonics (17 072) y el Amway Arena de Orlando Magic (17 248) son menores. 
El patrocinador del estadio, es la empresa de colchones, Sleep Train, que fue basada en Rocklin, California; desde 2017 fue comprado por Mattress Firm, basada en Houston, Texas.
El 28 de junio acogió el evento WWE The Bash, antes conocido como The Great American Bash.
La arena dejó en 2016 de ser el estadio de los Sacramento Kings para trasladarse al nuevo Golden 1 Center.
El estadio entró en el Guiness de los Récords como el estadio indoor más ruidoso tras llegar a los 130 decibelios el 8 de noviembre de 2006.